# Hortillonnages d'Amiens
Les hortillonnages d'Amiens (en picard : ches ortillonnaches Anmiens) sont un espace de 300 hectares d'anciens marais situés à l'est de la ville d'Amiens et sur les territoires des communes de Rivery, Camon et Longueau, aménagés (au Moyen Âge, probablement dès le XIIe siècle) pour créer des champs utilisables pour la culture maraîchère.

## Toponymie
Le terme « hortillonnage » dérive du nom « hortillon », terme picard usité dès le XVe siècle et issu du bas latin hortellus, « petit jardin », diminutif du latin classique hortus, « jardin ». Il désigne, à Amiens et dans les environs, des marais entrecoupés de canaux, où l'on pratique la culture maraîchère, et a pris en picard le sens plus général de « maraîchage ». Un « hortillon » (au féminin « hortillonne ») désigne un « maraîcher ».

## Histoire

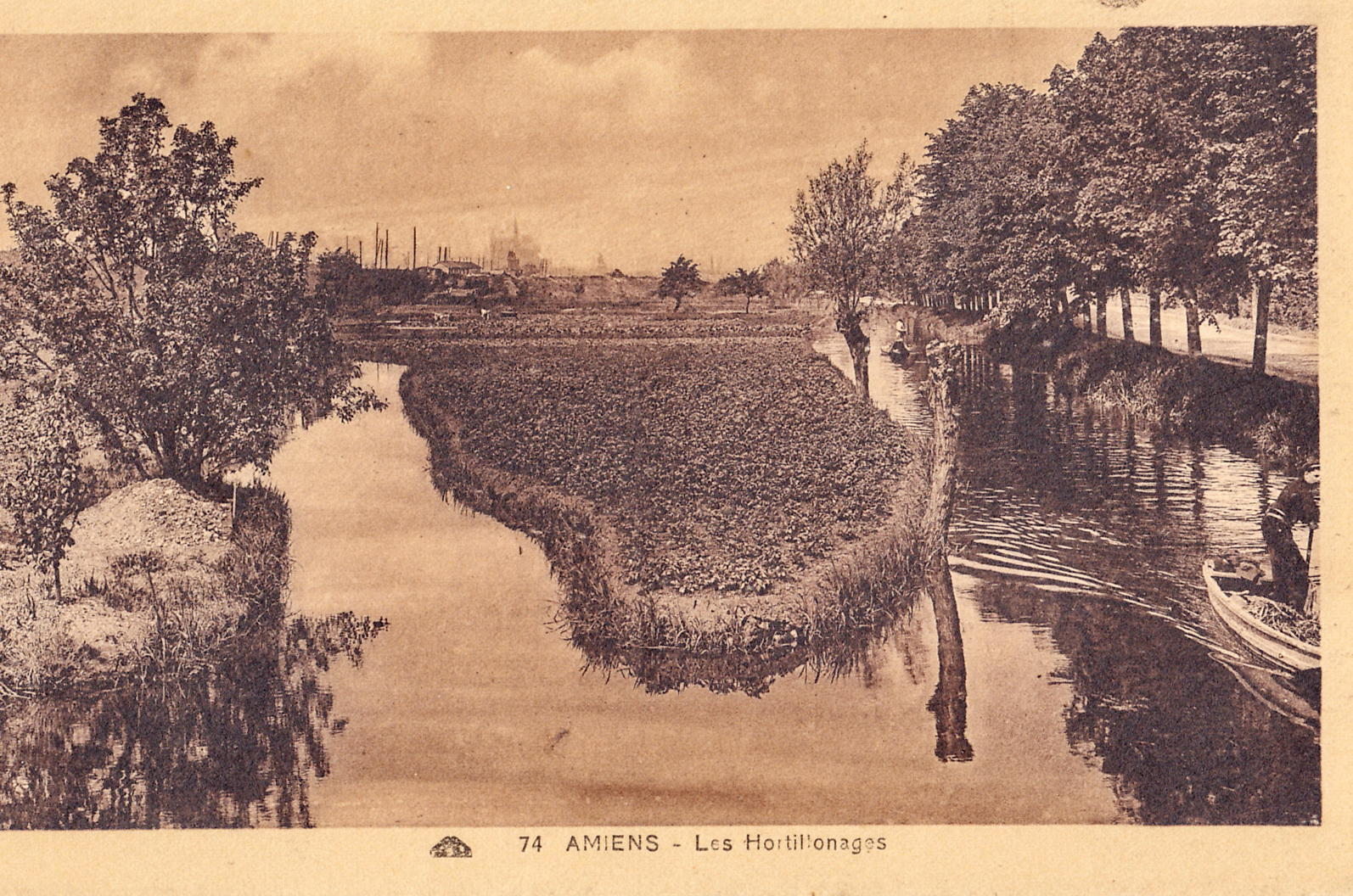
Culture maraîchère, dans les années 1920.

Les hortillonnages, sous leur forme actuelle, sont cultivés depuis environ sept cents ans. Il faut noter que l'extraction de la tourbe utilisée comme combustible a contribué au façonnage du site tel qu'on le connait. La première cartographie connue est de 1524.
Aujourd'hui, à cause de l'extension urbaine, il ne reste plus que 300 hectares des 10 000 hectares d'origine. Un millier de personnes vivaient de la culture maraîchère des hortillonnages au XIXe siècle.
Cette activité est en fort déclin depuis les années 1950.
En 1974, un projet de construction d'une rocade-pénétrante routière devait traverser le site des hortillonnages. 
En 1975, à l'initiative de Nisso Pelossof (1921-2011), photographe amiénois, l'Association pour la protection et la sauvegarde du site et de l'environnement des hortillonnages est créée. Elle fut reconnue d'utilité publique en 1991. Outre la défense du site face au projet routier, l'association œuvre pour sa mise en valeur (curage des rieux, consolidation des berges…). Elle obtint par son action le maintien du « marché sur l'eau », place Parmentier, au pied de la cathédrale. Elle organise depuis 1982 des visites en barque pour le grand public.
En 2024, 7 hortillons (maraîchers) poursuivent l'exploitation de 36 hectares.
La majeure partie des hortillonnages a été transformée en jardins d'agrément par des particuliers, voire en résidences secondaires.
Depuis quelques années, la culture bio relance le maraîchage avec deux projets, le jardin des vertueux (jardin paysager écologique et pédagogique) et l'hortillon de lune (Jean Louis Christen, producteur maraîcher depuis les années 1980) ; d'autres sont en projet.
En 2017, un musée est consacré aux hortillonnages, au 21, impasse Marcel, à Rivery, a été créé à l'initiative d'un couple d'hortillons, René et Thérèse Nowak, aidés par des bénévoles. Il est parrainé par Pierre Bonte. Le musée des Hortillonnages propose aussi des promenades en barques à moteur électrique en toute autonomie et en respectant l'écologie du site. En septembre 2017, le parc arboré a été aménagé par Stéphane Marie et son équipe dans le cadre de son émission télévisée intitulée Silence, ça pousse ! diffusée sur France 5. Le site web du musée des Hortillonnages propose, entre autres, de revoir cette émission en rediffusion.
L'association SOS-Hortillonnages veille au bon entretien du site des hortillonnages et l'association « amisdeshortillonnages.com » effectue des recherches historiques et en fait une œuvre didactique.

## Description du site

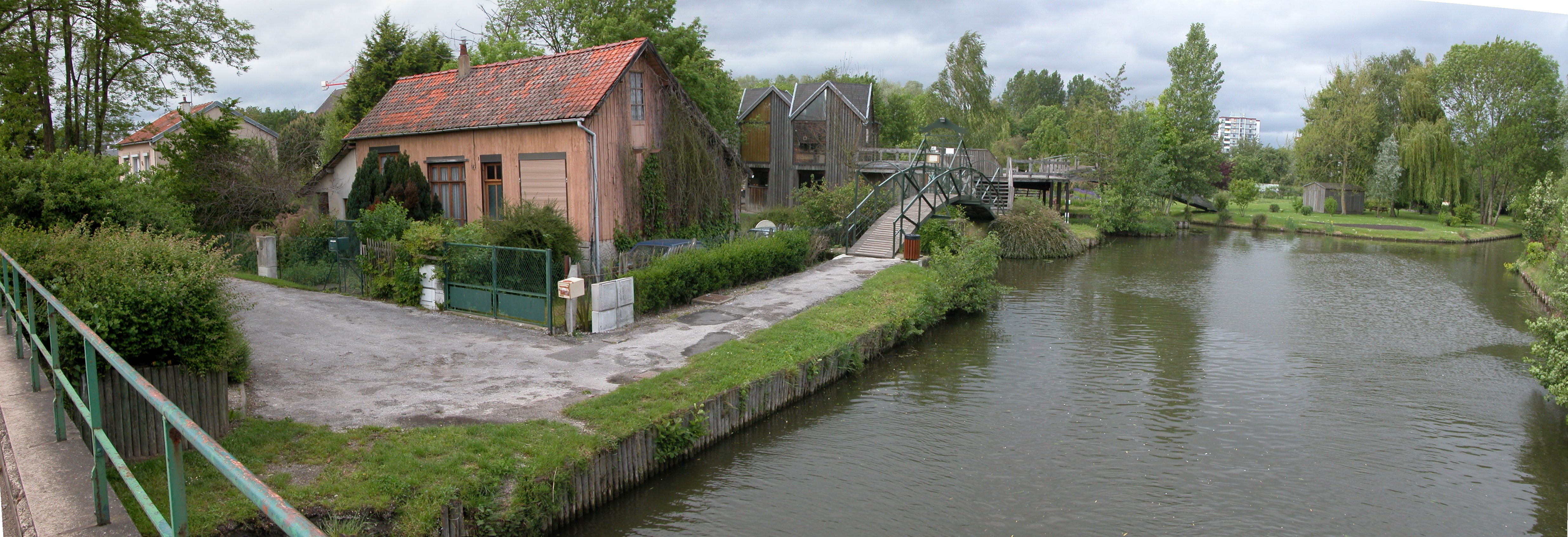
Hortillonnages d'Amiens, l'île aux Fagots.

Le site des hortillonnages résulte de l'aménagement par l'homme du milieu naturel marécageux, très probablement dès le Moyen Âge, à la suite des équipements — moulins, barrages — construits sur la Somme. Il est alimenté par les eaux de la Somme canalisée qui le parcourt d'est en ouest, et de son affluent l'Avre. Le chemin de halage du canal de la Somme est aménagé en voie verte, laquelle fait partie de la véloroute de la vallée de la Somme.
Les hortillonnages sont formés d'une multitude d'îles alluvionnaires, les « aires », entourées de 65 kilomètres de voies d'eau, les « rieux » (nom des canaux des hortillonnages en picard) et de fossés qui servent au drainage et à l'irrigation. Ils portent des noms pittoresques : la Cauchiette (la chaussée), le Peuple (peuplier), le rieu à Galets, le rieu de la Crosse, du Gouverneur, du Pont cassé, du Tournet, de la Broquette, du Malaquis…
Les hortillonnages s'étendent sur cinq communes :
- Amiens ;
- Camon ;
- Lamotte-Brebière ;
- Longueau ;
- Rivery.

Le Syndicat intercommunal d'études pour la sauvegarde des hortillonnages fut créé en 1973 entre les communes d'Amiens, Camon et Rivery. Il devint en 1977 le Syndicat intercommunal pour l'aménagement et la sauvegarde des hortillonnages. Le relais a été pris par la Communauté d'agglomération Amiens Métropole.
La sauvegarde du site doit prendre en compte plusieurs aspects :
- la résistance du sol ;
- la circulation de l'eau ;
- la flore et la faune ;
- la navigation ;
- le travail des hortillons pour la production maraîchère.

### Résistance du sol

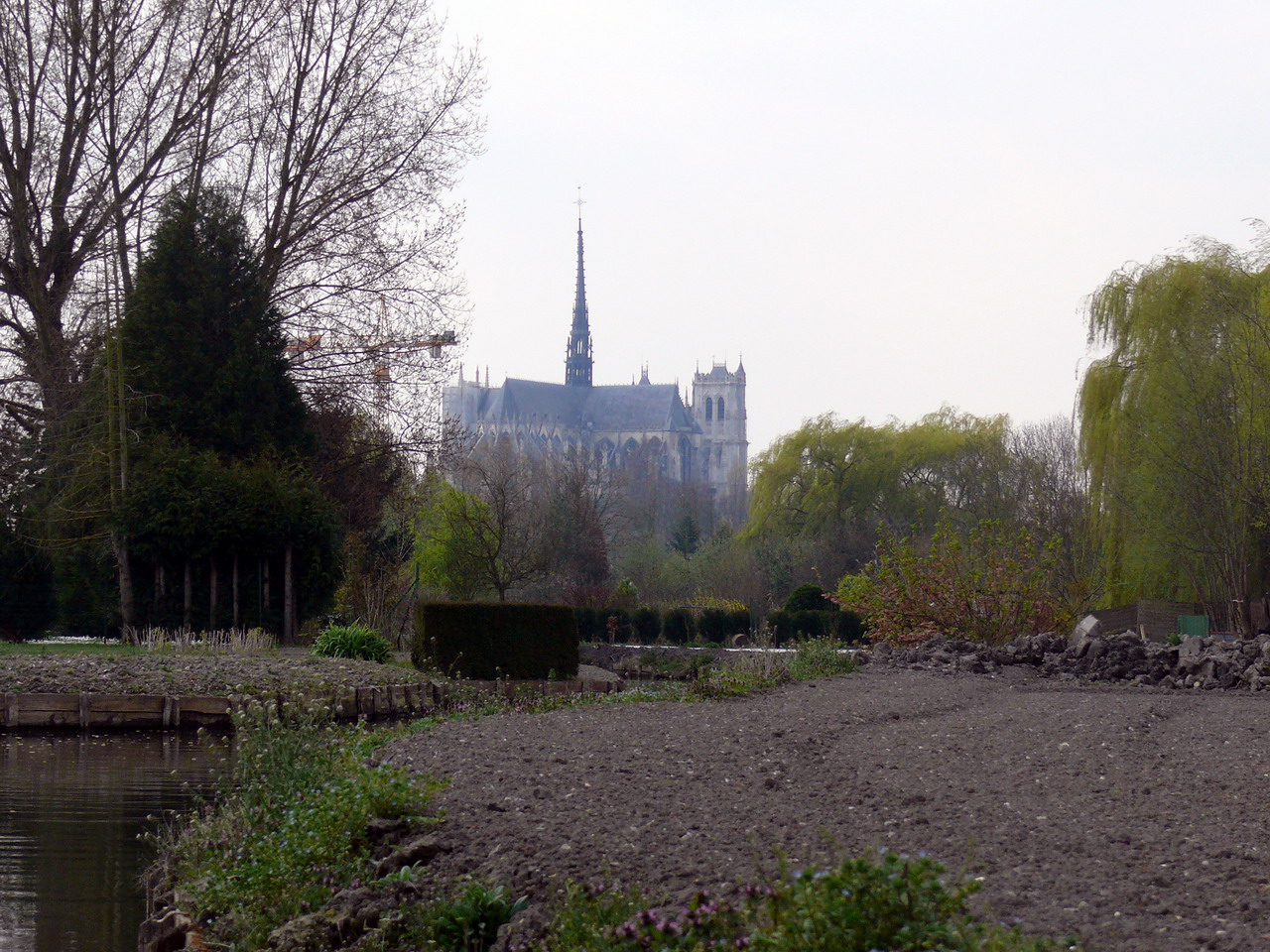
Vue sur les hortillonnages et la cathédrale, au début du printemps.

Le limon et le calcaire qui le composent rendent le sol très perméable. L'érosion est constante, l'entretien des aires se fait par le curage des rieux et l'épandage des vases sur les berges. Les berges sont aussi très souvent consolidées par des palplanches de bois.

### Circulation de l'eau
Elle varie selon la saison et le fonctionnement des écluses en aval comme en amont du site. Les rieux et les fossés sont soit domaniaux soit privés. Dans les deux cas, leur entretien incombe aux riverains. Il existe sur le site un certain nombre d'étangs dont le plus important est l’étang de Clermont. Ces étangs sont de nature différente :
- des étangs naturels,
- des « intailles » creusés par l'homme pour extraire la tourbe.

### Flore et faune
Les hortillonnages sont un espace d'une grande richesse écologique. Le nombre de grands végétaux est limité par la nature même du site. On rencontre de nombreuses espèces d'arbres et d'arbustes, tels que de nombreux types de saules, des aulnes glutineux, de l'aubépine, des sureaux noirs, des cornouillers sanguins, des viornes obiers, des frênes, des peupliers etc. En termes d'espèces de plantes sauvages poussant en abondance dans ce biotope dulçaquicole, on trouve de la consoude, de la laîche des rives, de la laîche paniculée, du rumex, de la salicaire commune, du solidage tardif (ou verge d'or), de la cirse faux-épinard, de la balsamine de l'Himalaya, de l'eupatoire à feuille de chanvre, de l'épilobe à petites fleurs, du houblon ou encore de la scrofulaire à oreillette.
Les oiseaux sont nombreux sur les sites, sédentaires ou migrateurs. On y trouve des passereaux (rouge-gorge, fauvette, roitelet, troglodyte, rossignol, hirondelle, pic-vert, mésange, merle, grive, bouvreuil, chardonneret), des bécasses, des bécassines, des canards (colvert et chipeau), des hérons, des grèbes huppés, des martins-pêcheurs, des blairies ou foulques, des poules d'eau, des pluviers dorés, des oiseaux nocturnes (chouettes, hiboux petits ducs, butors) qui y nichent, s'y reproduisent et s'y nourrissent.
Les insectes des marais sont aussi présents comme les moustiques et les libellules. Des courtilières peuvent y être facilement découvertes en préparant son sol.
Les poissons abondent : tanches, chevesnes, anguilles et brochets.

### Navigation
Les barques à cornet traditionnelles utilisées autrefois par les hortillons sont de plus en plus délaissées. La visite des hortillonnages se fait aujourd'hui en barque à moteur électrique silencieux ou en canoë. Cependant, le canot à moteur à essence est aussi utilisé.

## Rôle économique du site
Outre leurs fonctions écologiques et agricoles, les hortillonnages représentent le second pôle touristique d'Amiens avec 200 000 visiteurs par an environ.

### La production maraîchère

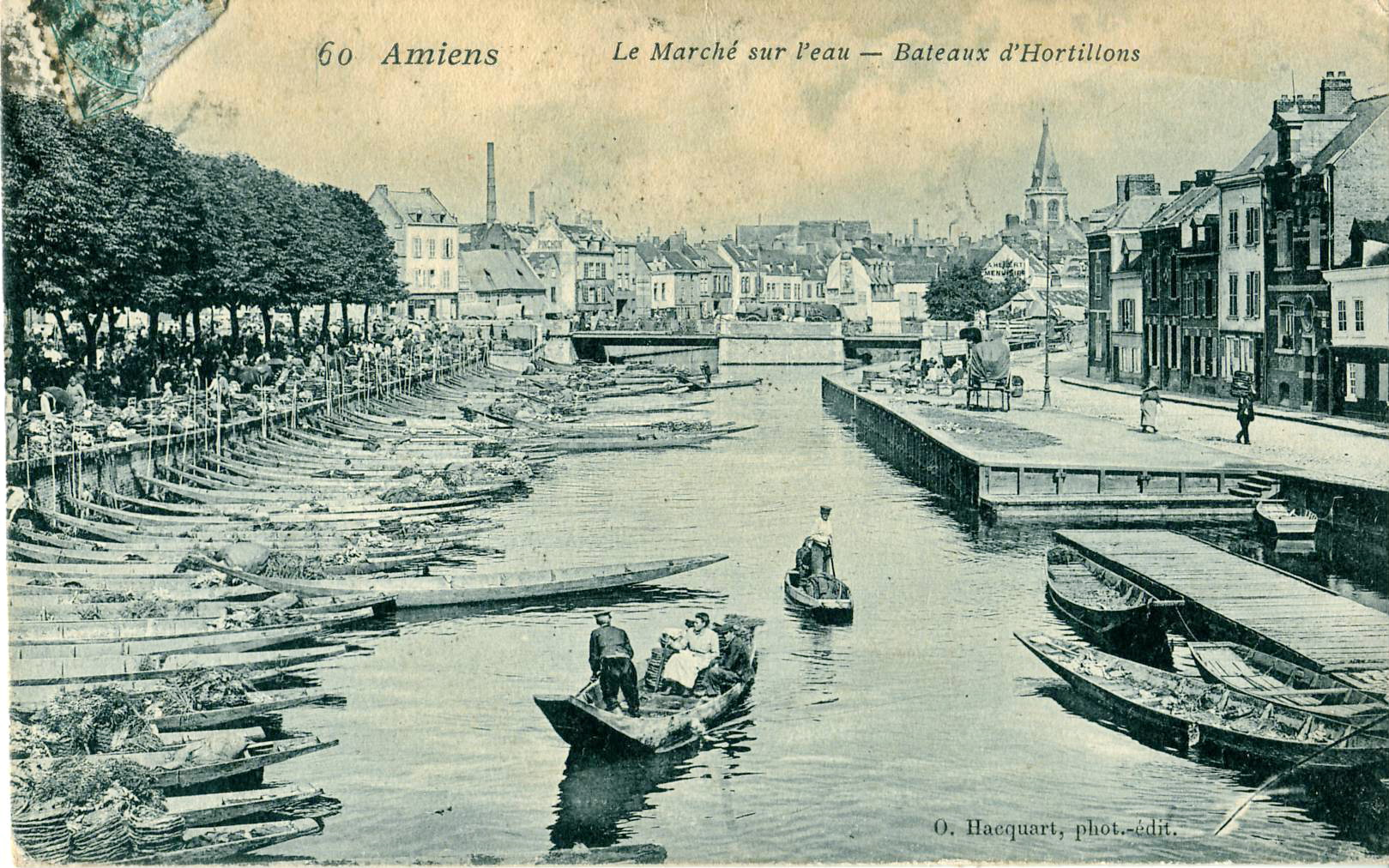
Les hortillonnages avaient un rôle majeur pour nourrir les Amiénois au début du XXe siècle. Le marché sur l'eau existe toujours, place Parmentier, mais les légumes sont désormais acheminés en camionnette.

Les hommes et les femmes qui pratiquent la culture des légumes dans les hortillonnages sont appelés les « hortillons » et les « hortillonnes ». Ils se déplacent d'aire (autre nom des îles) en aire sur des barques à cornet, grandes barques à fond plat et aux extrémités relevées pour faciliter l'accostage. Elles étaient utilisées par les maraîchers pour leurs déplacements.
Si 950 personnes avaient une activité d'hortillons en 1906, il ne reste aujourd'hui qu'une dizaine d'exploitations en activité.
Amiens Métropole souhaite préserver ce patrimoine naturel, agricole, écologique et touristique. Avec l'aide de la SAFER, la communauté d'agglomération a acquis 25 hectares dans les hortillonnages, qu'elle loue à des maraîchers.
Avant le milieu du XXe siècle, les hortillons vendaient régulièrement leurs primeurs lors des marchés sur l'eau. Aujourd'hui, ce marché n'a lieu sous sa forme traditionnelle, avec la production acheminée dans les barques à cornet, qu'une fois l'an, en général pendant la Fête de l'eau, qui se déroule en juin dans le quartier Saint-Leu. On peut néanmoins se procurer la production des hortillons au marché qui a lieu chaque samedi matin place Parmentier en Amiens ou dans certaines épiceries qui distribuent leurs productions (Vivanie, daybyday, Le Peuplié etc.).

### Tourisme: visite des hortillonnages

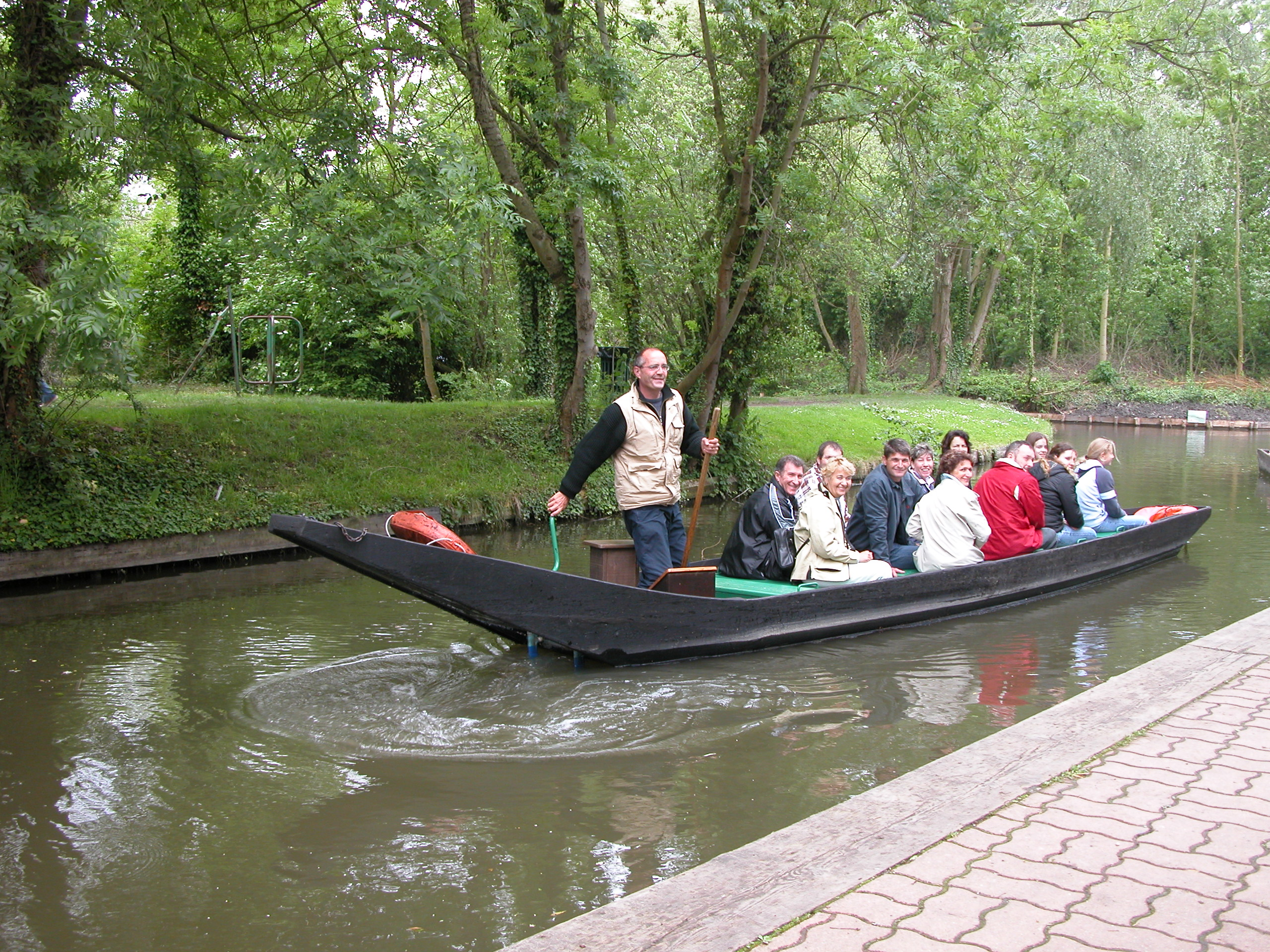
Visite des hortillonages d'Amiens, en barque à cornet.

Depuis 2011, on peut découvrir les hortillonnages en barques électriques et à pied de l'intérieur en visitant le jardin des vertueux. Cet espace paysager de 28 000 m2 permet de sillonner différentes parcelles thématiques alliant la production maraichère et l'architecture végétale. Ce jardin écologique et pédagogique est aussi devenu, il y a peu, l'un des points de départ permettant de découvrir avec les barques des hortillonnages ce site exceptionnel lors d'une balade d'environ une heure à travers les canaux.
Depuis juin 2017, un musée des Hortillonnages est ouvert à Rivery, 21, impasse Marcel, dans lequel on retrace l'histoire du site et on expose l'outillage manuel utilisé de 1850 à 1950. Il est parrainé par le journaliste et animateur Pierre Bonte. On peut visiter le musée mais aussi faire des promenades autonomes en barque à motorisation électrique avec un circuit d'une quarantaine de minutes. Le parc paysager a été aménagé les 12 et 13 septembre 2017 par l'équipe de Stéphane Marie dans le cadre de l'émission Silence, ça pousse diffusée sur France 5 le 10 novembre 2017. Il est ouvert chaque année, du 1er avril au 31 octobre.
Il est possible, aussi, de visiter les hortillonnages en barque à cornet à propulsion électrique qui font glisser en silence les visiteurs sur l'eau pendant 2 heures, en canoë au départ du club nautique de Rivery, ou de se promener sur le chemin de halage. L'Association pour la sauvegarde du site et de l'environnement des hortillonnages organise chaque année, du 1er avril au 31 octobre, la visite du site.
Le site accueille environ 100 000 visiteurs par an, dont 30 % d'étrangers (Anglais, Allemands, Belges, Néerlandais etc.).

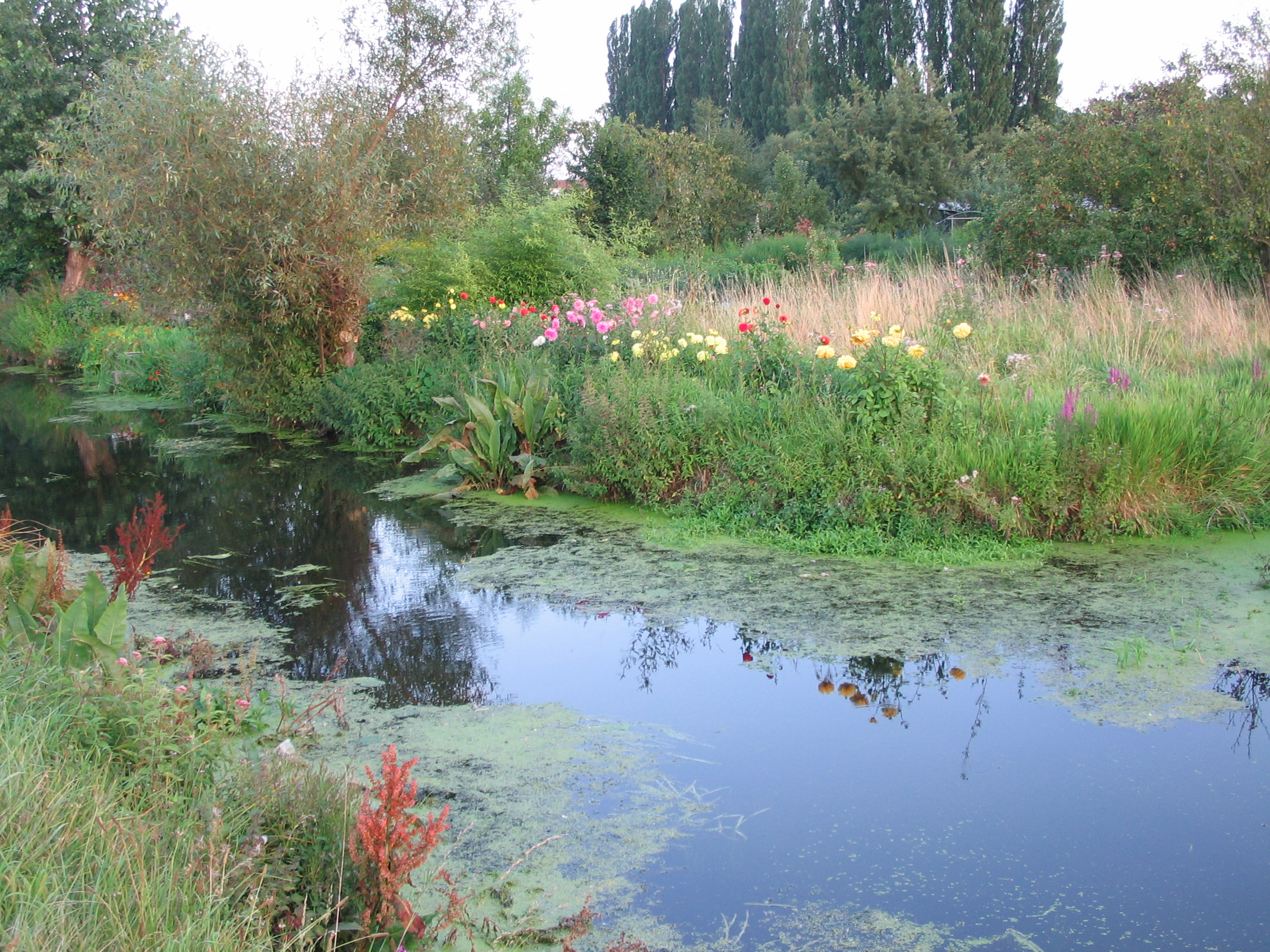
Des paysages sauvages en lisière de ville.
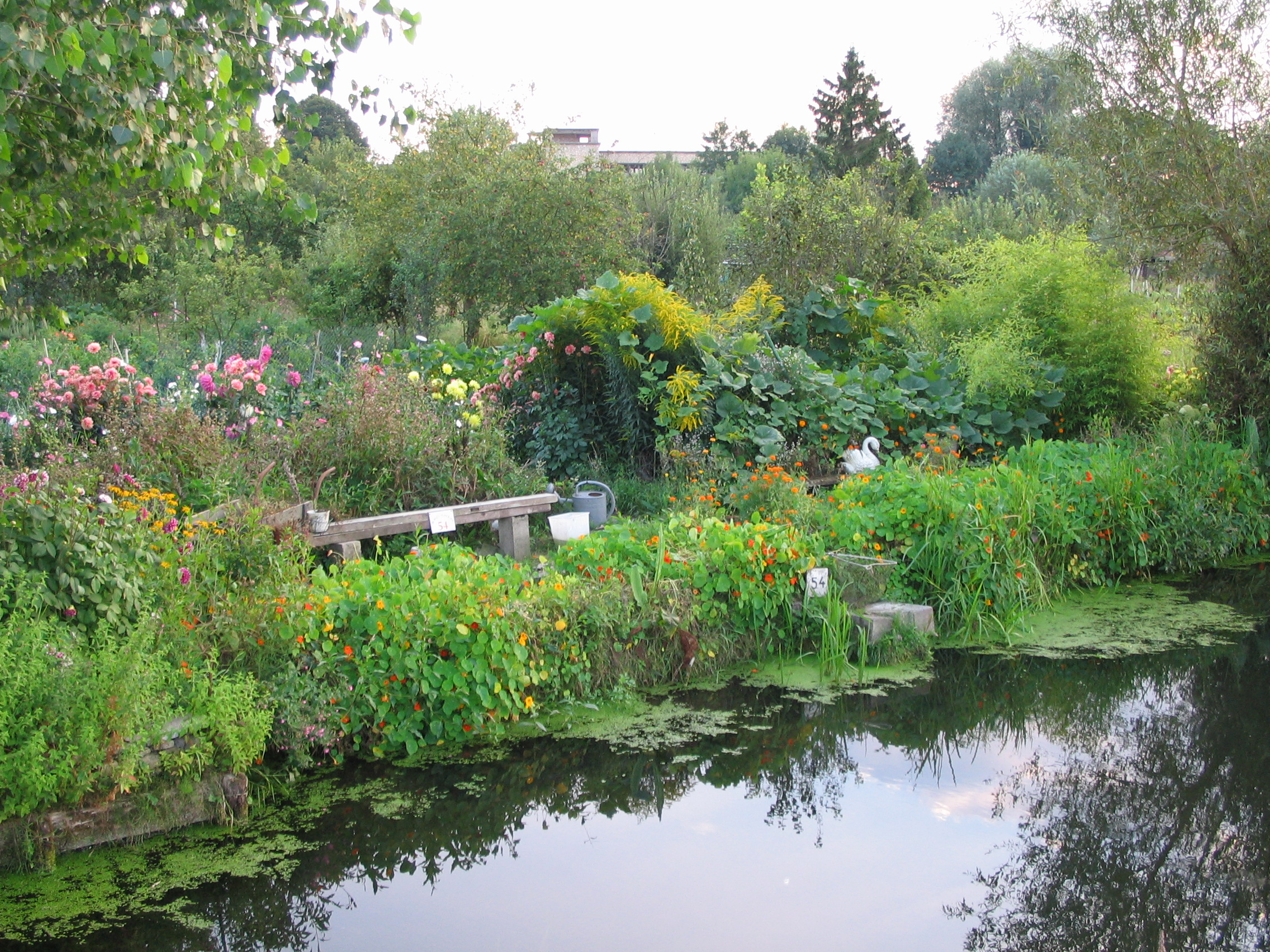
Festival de couleurs.
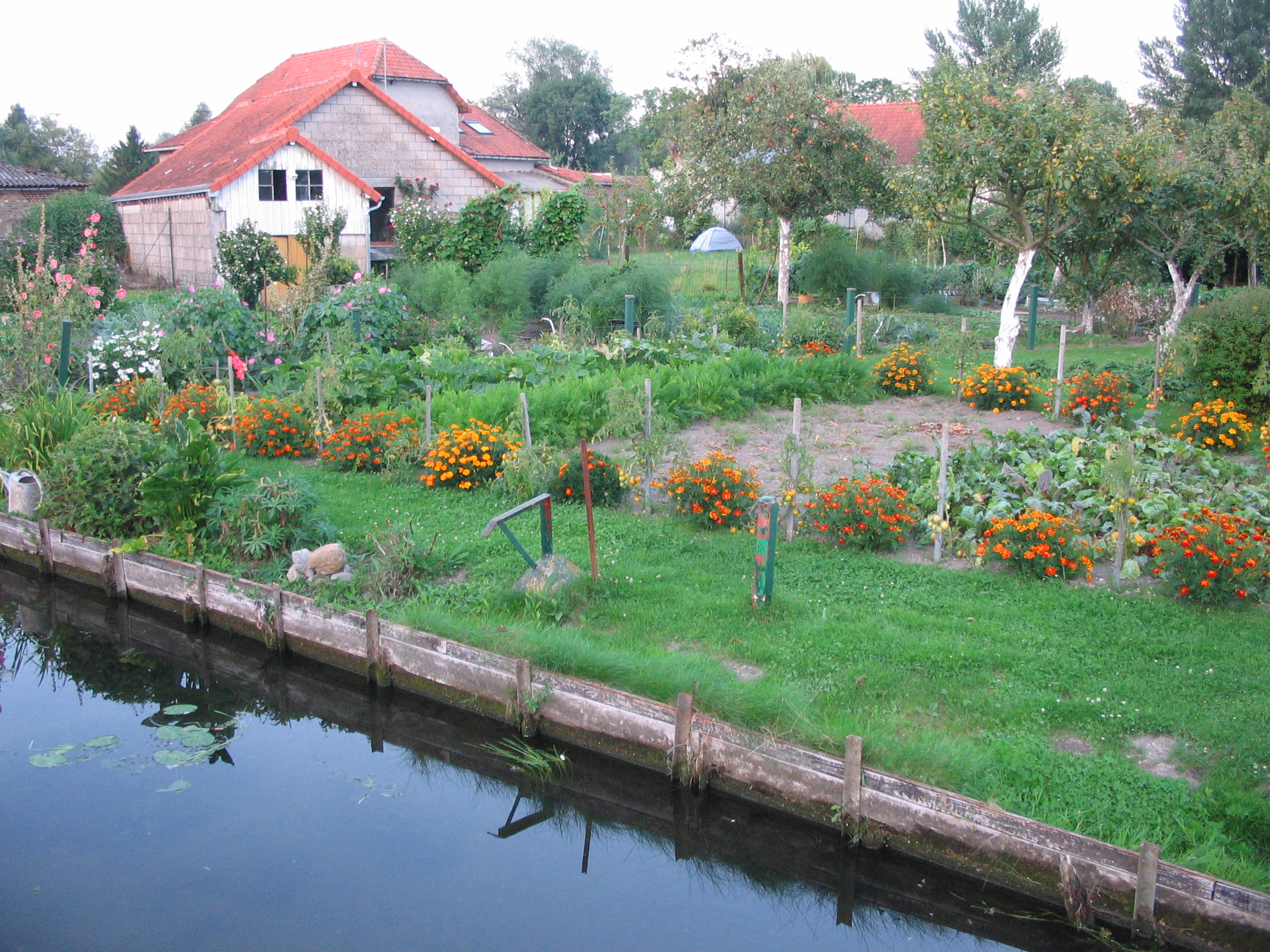
Berges et constructions sur îles.
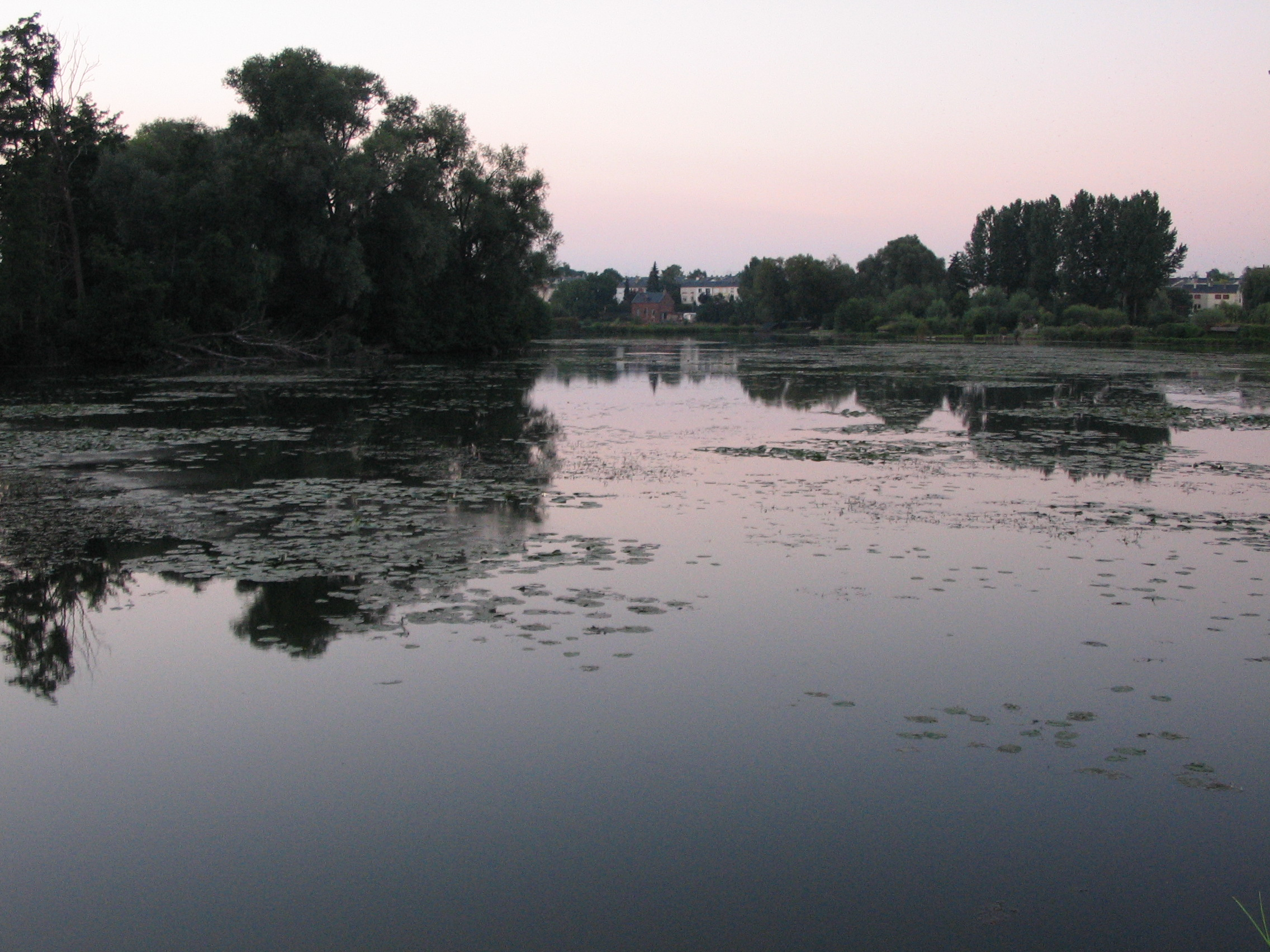
À la tombée du jour, été.